# Bazilika svetega Petra in Pavla, Praga
Bazilika svetega Petra in svetega Pavla je neogotska cerkev v trdnjavi Višegrad v Pragi na Češkem.
Med letoma 1070 in 1080 jo je ustanovil češki kralj Vratislav II. Romanska bazilika je bila poškodovana v požaru leta 1249 in obnovljena v gotskem in nato neogotskem slogu. Na vhodu ima veličasten kamnit mozaik, njena 58-metrska stolpa lahko vidimo iz središča Prage na vrhu hriba na jugu ob reki Vltavi. 
Za cerkvijo sta velik park in Višegrajsko pokopališče, končno počivališče mnogih znanih Čehov, tudi Karla Čapka. Leta 2003 jo je papež Janez Pavel II. povzdignil v baziliko.

## Zunanjost
Sedanja cerkvena zgradba je neogotska bazilika. Zgrajena je bila med letoma 1885 in 1903. Prvi mojster graditelj je bil Josef Mocker, vendar je umrl sredi gradnje. Končal jo je njegov partner František Miks, ki je od prvotnih Mockerjevih načrtov spremenil fasado in stolp. Glavni del cerkve je sestavljen iz glavne in dveh stranskih ladij, velikega kora, svetišča in apside, dveh stranskih sob, ki vodijo v zakristijo in kapelo, posvečeno Mariji Šancovski, Naši Gospe na okopih.
Cerkev nima transepta. Strukturno je povsem navpična, njen strop je križno obokan, koničasto obokana okna spuščajo sončno svetlobo skozi vitraje. Nekaj metrov vzhodno od tu, kjer je zdaj cerkev, segajo pokopališki zidovi in prvotni temelji apside stare gotske cerkve, ki so jih izkopali. Stara in nova apsida sta oblikovani enako; obe sta podprti in imata enako število opornikov. 
Zahodna fasada ima tri preddverja, dva stolpa in je okronana s trikotnim zatrepom med stolpoma. Glavni portal ima timpanon, okrašen z Jezusom, ki stoji med svojimi apostoli. Pod njimi stoji nadangel Mihael med ljudmi, ki jih bo peljal v nebesa z  angeli, in pohabljeni ljudje zaradi grešnega trpljenja. Na zatrepu stojita skulpturi patronov bazilike, svetnikov Petra in Pavla z angeli in Jezusom.
Še ena zanimiva lastnost bazilike sv. Petra in Pavla so fiale, ki so votle. Imajo tanke luknje, narejene na vrhu svetlobnega stolpa, ki spominjajo na stožčasto tvorbo kostanjevih cvetov, ki jih lahko najdemo na drevesih vzdolž steze v višegrajski kompleks. Fiale (in trikotno čelo fasade med njimi) so okrašene s posebnim okrasom, ki spominja na izbokline vzdolž svoje dolžine in na vrhu, kar še bolj spominja na podobnost s cvetom.

## Notranjost
Zgodovina je prevladujoča prvina tematske notranje opreme; zgodovina umetnosti, krščanstvo in češka pokrajina so elementi okrasja. S stališča umetnostne zgodovine je cerkev kot razstava gotike, art nouveauja in celo baroka.
Skupaj z zasnovo stavbe so glavni oltar, prižnica in vsi manjši oltarji v stranskih kapelah neogotski. So zapleteno klesani z majhnimi fialami in krogovičjem. Tudi orgle, ki so nad vhodom, imajo votle stolpe, ki ustrezajo tistim z zahodnih stolpov. Poleg tega ima vsaka kapela neogotske slike. Tema obarvanih steklenih oken je zgodovina gotske arhitekture; vsako okno prikazuje Jezusa pred drugačno gotsko ali neogotsko cerkvijo. Poklon gotskemu slogu je velika freska na vzhodnem koncu severne ladje, kjer je stala prva gotska cerkev. Izvirna slika je kopija slike, vzete iz knjige J. F. Hammerschmidta Gloria et majestas sacrosanctae, regiae, exemptae et Nullius diaecesis Wissehradensis ss. Apostolorum Petri et Pauli iz leta 1700, vendar je njena arhitekturna natančnost vprašljiva, saj je bila romantična gravura narejena več kot 100 let po tem, ko je obstajala gotska cerkev. 
Prav v vsaki kapeli so velike baročne poslikave iz 16. stoletja, ki kažejo povezavo na drug del preteklosti cerkve; zadnja stavba na kraju samem je bila baročna cerkev, zgrajena v prvi četrtini 18. stoletja. Ta ni imel stolpov, vendar je bila fasada precej dekorativna, vključno z veliko jonskih stebrov.
Vsak centimeter stene, stebrov in stropov je bogato okrašen, za kar sta poskrbela slikar František Urban in njegova žena Maria Urbanova - Zahradnicka, ki ju je navdihoval Alfonz Mucha. Krilati ženski prekrivata oboke ladje in izpolnjujeta dele obokov arkad. Nad stebri in vzdolž vsake meje slike tečejo cvetlični vzorec in pisani trakovi. V živahni zeleni in rjavi, ki prekrivata celotno notranjost, je ustvarjen občutek, da si v notranjosti gozda. Strop ladje je temno zelene barve, kot če bi bile krošnje v senci. Tudi rjave lesene klopi na prostoru za vernike so bogato izrezljane s hrastovimi listi.